# GE Money Bank

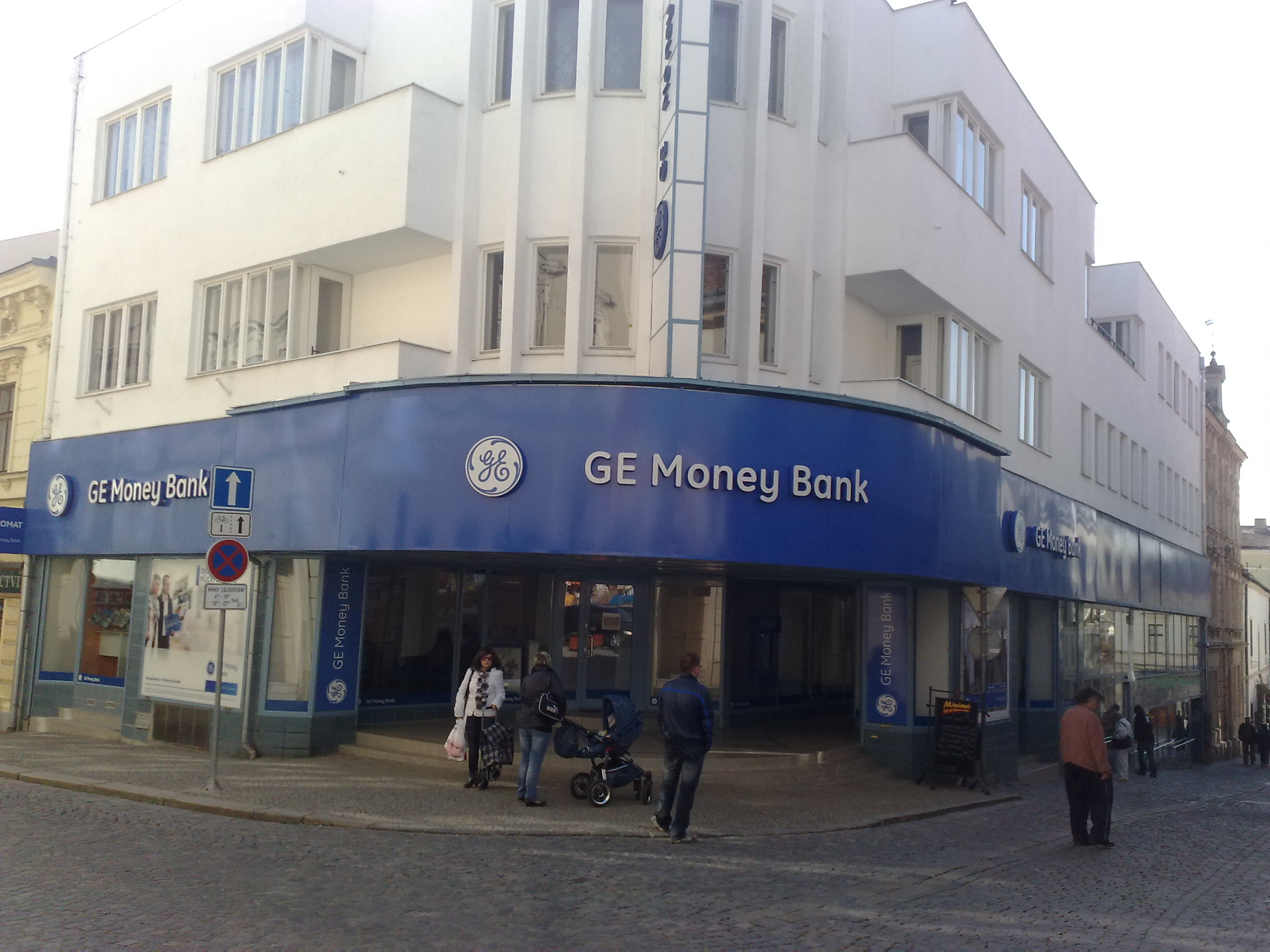
Pobočka GE Money Bank ve Znojmě

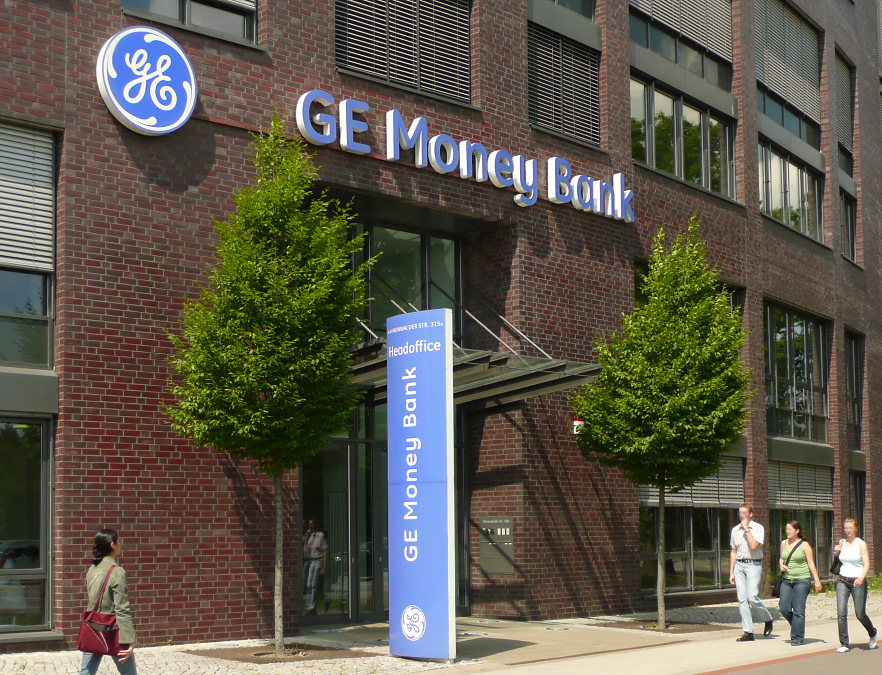
Sídlo GE Money Bank v Hannoveru

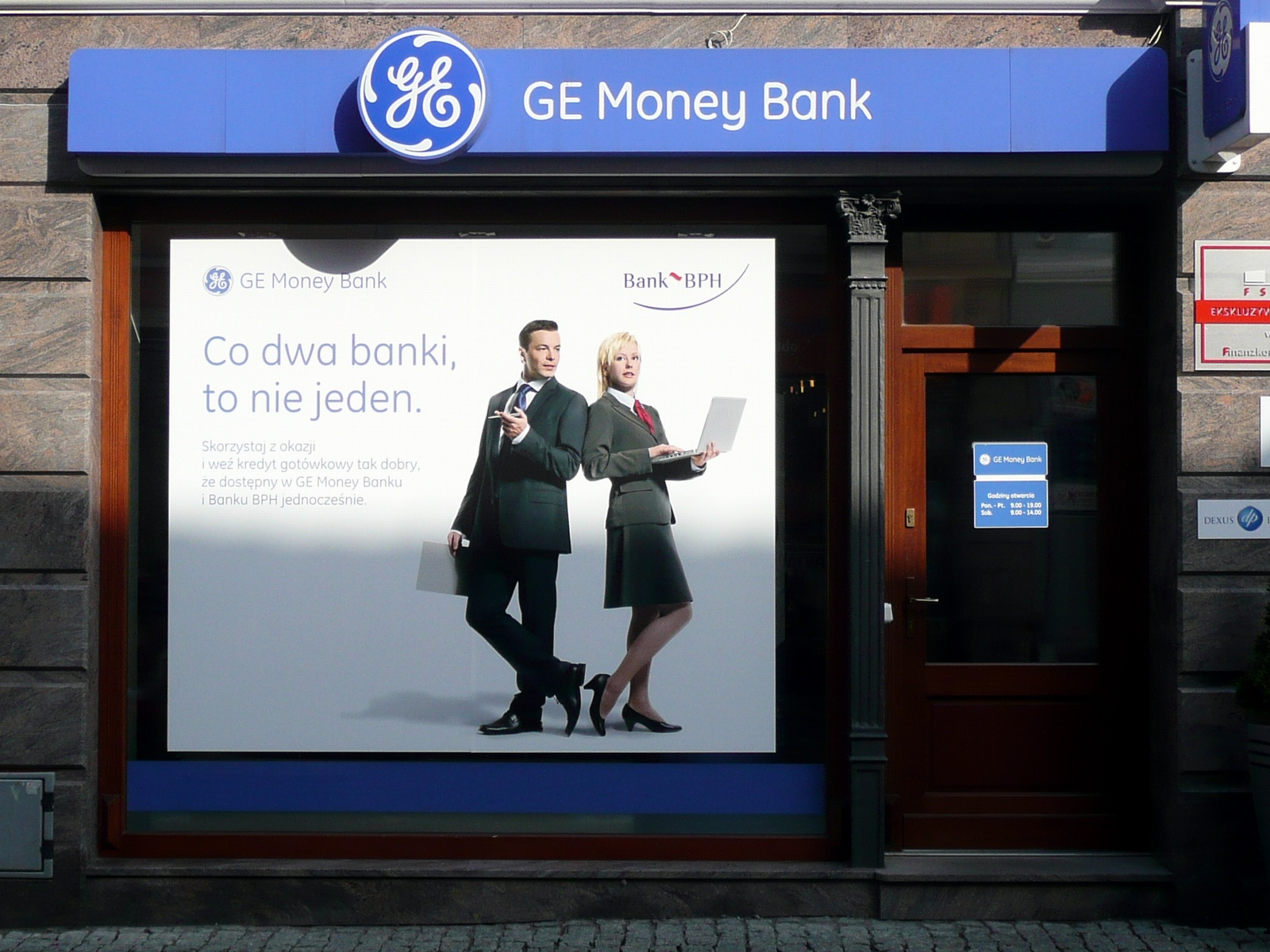
Pobočka GE Money Bank v Bydhošti

GE Money Bank je značka, pod kterou působila divize GE Capital (původně GE Money) nadnárodní skupiny General Electric v řadě zemí, například ve Spojených státech, Francii, Švýcarsku, Česku, Polsku, Dánsku, Norsku, Švédsku, Lotyšsku, Rusku a na Filipínách. Národní pobočky byly vesměs rozprodány a přejmenovány.

## Historie národních poboček
GE Money Bank byla založena v USA v roce 1988, v roce 2011 se přejmenovala na GE Capital Retail Bank, v témž roce pohltila i odkoupenou MetLife Bank. V červnu 2014 GE Capital Retail Bank byla přejmenována na Synchrony Bank.
Ve Francii vznikla GE Money Bank v roce 1995 akvizicí společností Crédit de l'Est a SOVAC. V roce 2016 prodala GE tyto aktivity skupině Cerberus Capital Management.
Ve Švýcarsku byla GE Money Bank největším poskytovatelem malých spotřebitelských úvěrů. V roce 2006 se jejím partnerem stal obchodní řetězec Migros. banka byla přejmenována na Cembra Money Bank a v roce 2013 vstoupila na burzu.
Česká pobočka, založená v roce 1997, byla prodána v roce 2016 a přejmenována na Moneta Money Bank, současně finanční skupina Moneta skoupila některé sesterské společnosti (GE Leasing a GE Auto) a v roce 2020 přikoupila stavební spořitelnu a hypoteční banku ze skupiny Wüstenrot.
V Polsku GE Money Bank vznikla v roce 2009 kapitálovým vstupem a fúzí s dosavadní bankou BPH (Bank Przemysłowo-Handlowy), poté, co se tohoto podílu zbavila skupina UniCredit. V roce 2016 GE prodala bankovní jádro společnosti skupině Alior Bank, avšak ponechala si právní entitu BPH banky s jejím hypotečním podnikáním.
Dánské, norské a švédské aktivity prodala GE v roce 2014 společnosti Santander.
Lotyšská GE Money Bank vznikla akvizicí BTB bank. V roce 2011 byla prodána a změnila se na Otkritie FC Bank.
Ruská GE Money Bank byla v roce 2013 prodána společnosti Sovcombank.
Filipínská GE Money Bank vznikla akvizicí Keppel Bank Philippines, která vznikla z Monte De Piedad Bank, první filipínské spořitelny. V roce 2009 byly filipínské aktivity prodány společnosti BDO Unibank, obecně známé jako Banco de Oro (BDO).